# ビッグ・ハウス
『ビッグ・ハウス』（The Big House）はジョージ・W・ヒル監督、ロバート・モンゴメリー、ウォーレス・ビアリー、チェスター・モリス出演の1930年のアメリカ合衆国の映画である。
第3回アカデミー賞では4部門でノミネートされ、録音賞と脚本賞を獲得した。

## キャスト
- モーガン - チェスター・モリス（英語版）
- ブッチ - ウォーレス・ビアリー
- ウォルデン - ルイス・ストーン（英語版）
- ケント - ロバート・モンゴメリー
- アン - リーラ・ハイアムズ
- ポップ - ジョージ・F・マリオン（英語版）
- マーロウ氏 - J・C・ニュージェント（英語版）
- オルセン - カール・デイン
- ウォレス - デヴィッド・ジェニングス（英語版）
- ゴファー - マシュー・ベッツ（英語版）
- マーロウ夫人 - クレア・マクドウェル（英語版）
- ドンリン - ロバート・エメット・オコナー（英語版）
- サンディ - トム・ウィルソン

## 受賞とノミネート
| 賞           | 年         | 部門                 | 結果       |
| ------------ | ---------- | -------------------- | ---------- |
| アカデミー賞 | 作品賞     | 『ビッグ・ハウス』   | ノミネート |
| アカデミー賞 | 主演男優賞 | ウォーレス・ビアリー | ノミネート |
| アカデミー賞 | 録音賞     | ダグラス・シアラー   | 受賞       |
| アカデミー賞 | 脚本賞     | フランシス・マリオン | 受賞       |